# Fallston (Pennsilvània)
Fallston és una població dels Estats Units a l'estat de Pennsilvània. Segons el cens del 2000 tenia 307 habitants.

## Demografia
Segons el cens del 2000, Fallston tenia 307 habitants, 126 habitatges, i 86 famílies. La densitat de població era de 263,4 habitants per quilòmetre quadrat.
Dels 126 habitatges en un 30,2% hi vivien nens de menys de 18 anys, en un 55,6% hi vivien parelles casades, en un 7,9% dones solteres, i en un 31% no eren unitats familiars. En el 24,6% dels habitatges hi vivien persones soles el 16,7% de les quals corresponia a persones de 65 anys o més que vivien soles. El nombre mitjà de persones vivint en cada habitatge era de 2,44 i el nombre mitjà de persones que vivien en cada família era de 2,93.
Per edats la població es repartia de la següent manera: un 22,8% tenia menys de 18 anys, un 6,8% entre 18 i 24, un 25,1% entre 25 i 44, un 25,4% de 45 a 60 i un 19,9% 65 anys o més.
L'edat mediana era de 42 anys. Per cada 100 dones de 18 o més anys hi havia 86,6 homes.
La renda mediana per habitatge era de 30.000 $ i la renda mediana per família de 42.917 $. Els homes tenien una renda mediana de 30.714 $ mentre que les dones 25.625 $. La renda per capita de la població era de 15.312 $. Entorn del 6,8% de les famílies i l'11,8% de la població estaven per davall del llindar de pobresa.

## Poblacions més properes
El següent diagrama mostra les poblacions més properes.